# Hafizullah Khyal
Ustad Hafizullah Khyal (* 1931 in Kabul) ist ein afghanischer Komponist und Sänger mit Wohnsitz in New York. Seine Kompositionen wurden von vielen namhaften afghanischen Sängern wie beispielsweise Mohamed Hussein Sarahang oder Ahmad Zahir interpretiert, seine Musik (Komposition und Gesang) mehrfach ausgezeichnet.

## Leben
Hafizullah Khyal stammt aus einer Familie des Mohammadzai-Clans der paschtunischen Oberschicht. Er erhielt eine frühe Ausbildung in seiner Heimatstadt durch Ghulām Husein, dem Vater von Mohamed Hussein Sarahang. Seine besondere musikalische Begabung wurde im Alter von sieben Jahren entdeckt. Mit neunzehn Jahren hatte er seinen ersten Auftritt bei Radio Afghanistan. Er war 1965 in Pakistan Schüler von Ustad Salamat Ali Khan, dem bekannten Maestro der klassischen indischen Musik, bei dem er Ghasel und Thumri erlernte, und so zeichnet sich sein Stil durch eine weite stilistische Bandbreite aus.
Ustad Khyal trat unter anderem in den Städten Bhopal, Kalkutta, Mumbai, Delhi, Karatschi, Lahore, Lucknow und Madras, sowie in Bulgarien, China, Iran, Irak, Japan, England, Frankreich, Deutschland, Nordkorea, Polen, Russland und in der Tschechoslowakei auf. 1976 wurde er von der UNESCO zum Acht-Nationen-Musik-Theater eingeladen, wo ihm die Auszeichnung als „bester Sänger“ verliehen wurde. Zu seinen bekanntesten Schülern gehören die Sängerinnen Mahwash und Jhila (Zheela, 1943–2009) sowie der Sänger Rahim Ghafari.
Ustad Khyal war permanentes Mitglied der Musikabteilung der UNESCO sowie musikalischer Leiter von Radio Television Afghanistan. Als einzigem Musiker gebührte es ihm außerdem die Ehre, eine Ehrenmedaille vom letzten König Afghanistans Zahir Schah verliehen zu bekommen.
Seit 1989 lehrt er in New York, wo er ebenfalls weiterhin als Musiker auftritt.